# Serolidae
Los serólidos (Serolidae) son una familia de crustáceos isópodos que contienen los siguientes géneros:
- Acanthoserolis Brandt, 1988
- Acutiserolis Brandt, 1988
- Atlantoserolis Wägele, 1994
- Basserolis Poore, 1985
- Brazilserolis Wägele, 1994
- Brucerolis Poore & Storey, 2009
- Caecoserolis Wägele, 1994
- Ceratoserolis Cals, 1977
- Cristaserolis Brandt, 1988
- Frontoserolis Brandt, 1991
- Glabroserolis Menzies, 1962
- Heteroserolis Brandt, 1991
- Leptoserolis Brandt, 1988
- Myopiarolis Bruce, 2009
- Neoserolis Wägele, 1994
- Paraserolis Wägele, 1994
- Sedorolis Bruce, 2009
- Septemserolis Wägele, 1994
- Serolella Pfeffer, 1891
- Serolina Poore, 1987
- Serolis Leach, 1818
- Spinoserolis Brandt, 1988
- Thysanoserolis Brandt, 1991

La familia Serolidae abarca 22 géneros con 109 especies. Estas especies son exclusivamente marinas y se distribuyen en las ecorregiones marinas de la siguiente manera: una especie se encuentra en el Atlántico Norte Templado, una especie en el Pacífico Norte Templado, siete especies en el Atlántico Tropical, seis especies en el Indo-Pacífico Central, 16 especies en América del Sur Templada, una especie en África Austral Templada, 20 especies en Australasia Templada y 31 especies en el Océano Austral.